# 紐西蘭副南極魚
紐西蘭副南極魚為輻鰭魚綱鱸形目南極魚亞目南極魚科的其中一種，分布於南冰洋海域，體長可達38公分，為底棲性魚類，屬肉食性，生活習性不明，可做為食用魚。